# سوپر (فیلم ۲۰۱۰)
سوپر (به انگلیسی: Super) یک فیلم آمریکایی در سبک اکشن، کمدی-درام، و ابرقهرمانی به نویسندگی و کارگردانی جیمز گان است که در سال ۲۰۱۰ منتشر شد.

## بازیگران
- رین ویلسون
- الن پیج
- لیو تایلر
- کوین بیکن
- ناتان فیلیون
- مایکل روکر
- گرگ هنری
- شان گان
- جیمز گان
- جیمز گان
- لیندا کاردلیانی
- راب زامبی
- ویلیام کت
- زک گیلفورد
- استیون بلکهارت
- میکیلا هوور